# Savignia eskovi
Savignia eskovi là một loài nhện trong họ Linyphiidae.
Loài này thuộc chi Savignia. Savignia eskovi được Yuri M. Marusik, Koponen & Danilov miêu tả năm 2001.